# Völkerkundesammlung der Hansestadt Lübeck
Die Völkerkundesammlung der Hansestadt Lübeck war ein von 1893 bis 2002 bestehendes Lübecker ethnologisches Museum.

## Ursprünge

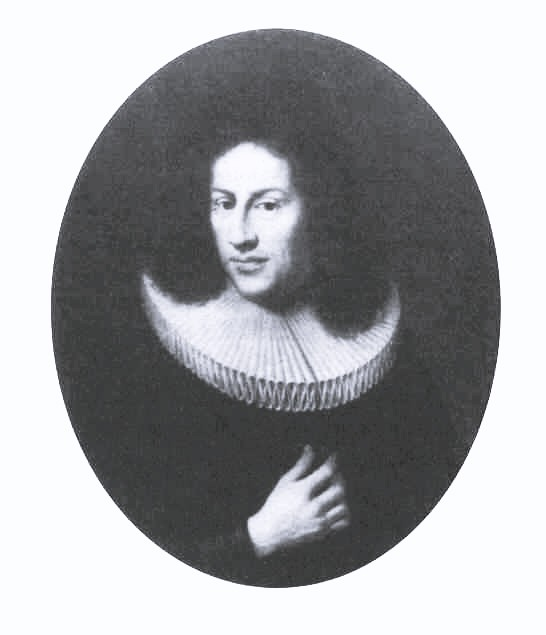
Jacob von Melle

Seit dem 17. Jahrhundert ist für Lübeck nachweisbar, dass sich Privatpersonen mit dem Sammeln von Kulturgegenständen fremder Völker beschäftigten. So befand sich beispielsweise ab spätestens 1696 eine altägyptische Mumie im Eigentum des Ratsapothekers Jacob Stolterfoht, und Jacob von Melle, Hauptpastor an St. Marien, besaß eine umfangreiche und seinerzeit berühmte Kollektion ethnographischer Objekte unter anderem aus Island, Schweden, Finnland, dem Osmanischen Reich und Japan.
Nach dem Tod Jacob von Melles Sohn Franz Jacob von Melle im Jahre 1770 erwarb Johann Caspar Lindenberg den Großteil der Sammlung für sein Kunst- und Naturalienkabinett; sein Sohn Adolph Friedrich Lindenberg (1740–1824), Generalkonsul der Hansestädte in Lissabon, fügte der Sammlung eine bedeutende Zahl weiterer Objekte hinzu und verfügte testamentarisch, dass sie nach seinem Tod in den Besitz der Gesellschaft zur Beförderung gemeinnütziger Tätigkeit übergehen sollte. 1831 erfüllte sein Sohn und Erbe diese Bestimmung.
Die Gemeinnützige ordnete die völkerkundlichen Objekte der eigenen Kunst- und Naturaliensammlung zu und stellte sie teils in den Räumen der Gesellschaft, teils im Chor der Katharinenkirche aus. Im Laufe der Jahrzehnte wurde die ethnographische Sammlung beständig durch Schenkungen erweitert.
1860 erfolgte eine Trennung von den naturwissenschaftlichen Objekten; die kunst- und ethnographischen Exponate wurden zunächst als Sammlung Lübeckischer Kunstalterthümer, ab 1864 dann als Culturhistorische Sammlung bezeichnet.
Zu Beginn der 1870er Jahre war die Sammlung so sehr angewachsen, dass die Unterbringung in einem eigenen Museumsgebäude immer deutlicher notwendig wurde. 1874 wurde zu diesem Zweck ein Fonds ins Leben gerufen, aber erst das testamentarische Vermächtnis des Kaufmanns Georg Ludwig Blohm (1801–1878) in Höhe von 150.000 Mark ermöglichte konkrete Planungen. Am 8. Mai 1887 beschlossen Senat und Bürgerschaft, dass auf dem Gelände des einstigen Domklosters der Neubau aufgeführt werden solle. Ferner wurde die Trennung der ethnographischen von der kulturhistorischen Sammlung festgelegt; das zu gründende Museum für Völkerkunde sollte als eigenständige Einrichtung in Trägerschaft der Gemeinnützigen betrieben werden. Die Gemeinnützige wiederum übertrug die Verwaltung des Museums ihrer Tochtereinrichtung, der Geographischen Gesellschaft, die mit der Ausarbeitung des Ausstellungskonzepts begann.
1892 wurden die völkerkundlichen Objekte in das nach vierjähriger Bauzeit fertiggestellte neue Museum am Dom transferiert.

## Museum für Völkerkunde (1893–1942)

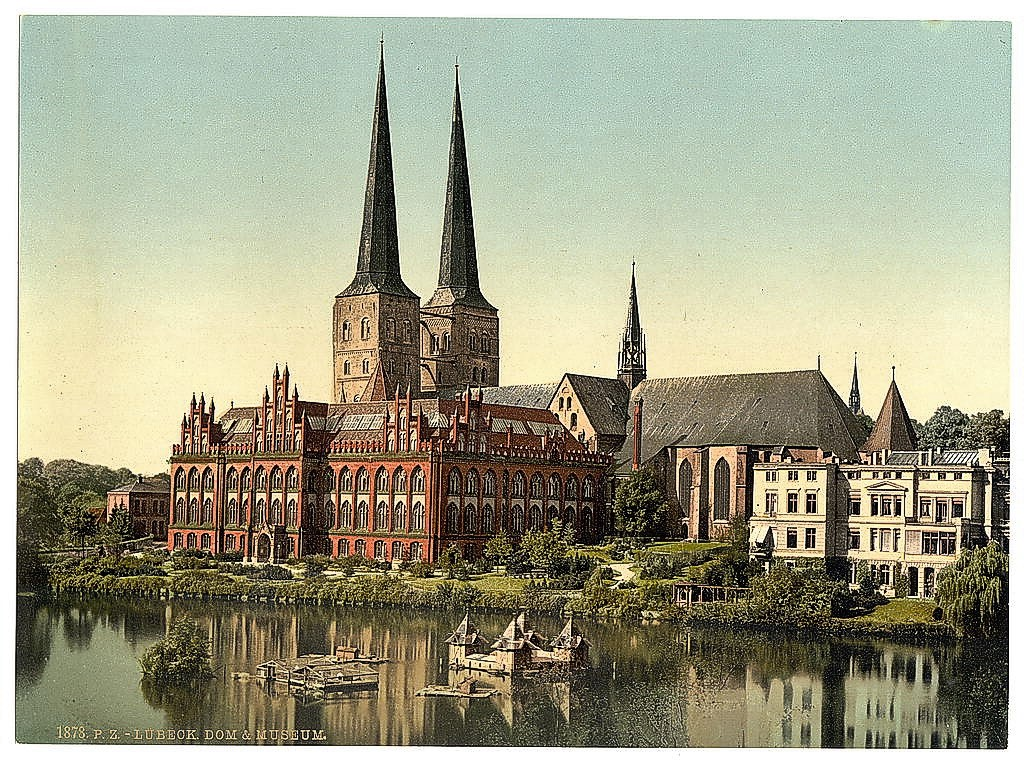
Das Museum am Dom (1893)

Am 16. Mai 1893 wurde das Museum am Dom, das insgesamt sechs städtische Museen unter seinem Dach vereinte, feierlich eröffnet. Das Museum für Völkerkunde nahm drei Säle im ersten Geschoss des Bauwerks ein. Es stand unter Leitung einer von der Gemeinnützigen gewählten Vorsteherschaft aus sechs ehrenamtlich tätigen Mitgliedern der Geographischen Gesellschaft, denen ein bezahlter Konservator zur Seite stand.
1896 wurde der Nasen- und Ohrenarzt Richard Karutz, ein Autodidakt auf dem Gebiet der Ethnologie, zum Konservator berufen. Er setzte sich zum Ziel, den wissenschaftlichen Rang und zugleich auch die Breitenwirkung des Museums zu steigern. Zu diesem Zweck ordnete und beschrieb er die gesamten Bestände nach wissenschaftlichen Maßgaben, gab dem Museum Präsenz durch Veröffentlichung in Fachpublikationen und erweiterte die Sammlung erheblich durch Erwerb von Objekten aus aller Welt. Karutz unternahm zu Sammel- und Forschungszwecken selber zahlreiche Reisen in Europa, Nordafrika und Zentralasien, auf denen er eine große Zahl von Exponaten zusammentrug und auch als einer der frühesten Ethnologen Tonaufzeichnungen anfertigte. An der bedeutendsten Forschungsreise seiner Amtszeit, der Lübecker Pangwe-Expedition von 1907 bis 1909, nahm er zwar nicht persönlich teil, doch er hatte sie konzipiert, organisiert und Günther Tessmann als Expeditionsleiter gewonnen.
Im Verlaufe von Karutz' Amtszeit wuchs der Bestand des Museums von ungefähr 4000 unsystematisch angesammelten Objekten im Jahre 1896 auf über 20.000 systematisch zusammengetragene Exponate, 2000 Fotoplatten und 200 Tondokumente an, mehrheitlich durch Schenkungen. Ferner gestaltete Karutz die didaktische und ästhetische Konzeption des Museums mehrfach nach neuesten Gesichtspunkten, 1917, 1921 und sogar noch einmal 1928, sieben Jahre nach seinem Weggang aus Lübeck.
1921 ging die Leitung des Museums an Dr. Theodor Hansen (1867–1938) über, gleichfalls ein Mediziner, der jedoch im Unterschied zu Karutz keinerlei Aktivitäten entfaltete. Die eigentliche Führung des Museums lag in den Händen von Margarete Schmidt, Obersekretärin in der Lübecker Museumsverwaltung, die die Sammlung mit Hilfe von per Brief übermittelten Anweisungen Karutz' verwaltete. Nach Hansens Tod im Jahre 1938 wurde kein neuer Konservator bestellt, so dass Margarete Schmidt faktisch diesen Posten ausfüllte, jedoch ohne offizielle Ernennung.
1931/1932 baute Julius Carlebach eine jüdische Abteilung im Museum auf. Diese Sammlung von Judaica mit über 100 Exponaten beinhaltet, bis auf wenige Bestandsobjekte aus der Sammlung des Museums, die bis auf die Sammlung des Bürgermeisters Lindenberg zurückzuführen sind, von ihm selbst beschaffte. Die neue Abteilung sollte, durchaus politisch motiviert, in Lübeck Verständnis von jüdischer Kultur wecken und wurde in Lübeck von Presse und Öffentlichkeit zunächst wenig beachtet. Sie überlebte die Zeit des Nationalsozialismus und den Luftangriff auf Lübeck 1942 so im Museumsmagazin. Eine von der Jüdischen Gemeinde in Bad Segeberg auf Ersuchen Carlebachs 1932 als Leihgabe überlassene Torarolle konnte ihr 2007 durch den Lübecker Museumsdirektor Hans Wißkirchen zurückgegeben werden.
1934 ging das Völkerkunde-Museum, wie alle bis dahin von der Gemeinnützigen getragenen Museen, an den Staat über. Mangelndes Engagement des neuen Trägers sowie die im Dritten Reich vorherrschende Geringschätzung der Kulturleistungen anderer, insbesondere nichteuropäischer Völker führten zu einer Stagnation der Einrichtung und zu einem Popularitätsverlust.

## Auslagerung der Sammlung (1942–1985)
Beim Bombenangriff auf Lübeck 1942, dem auch das Museum am Dom zum Opfer fiel, konnten durch den Einsatz Margarete Schmidts etwa 80 Prozent der Bestände gerettet werden, wenn auch viele wertvolle Exponate vernichtet wurden. In den folgenden Jahren wurden die Objekte an verschiedenen, wechselnden Orten gelagert, wobei durch Diebstahl und Beschädigung weitere Verluste eintraten. Von 1945 an lagerte die Sammlung im Luftschutzbunker in der Schildstraße und wurde ab 1947 durch die Geographische Gesellschaft betreut.
1952 ging die Sammlung als Leihgabe an das Museum für Völkerkunde in Hamburg und kehrte 1969 nach Lübeck zurück, wo sie im Haus Dr.-Julius-Leber-Straße 67 untergebracht und über die folgenden Jahre im Rahmen einer Bestandsaufnahme neu katalogisiert wurde.
1971 erhielt die – nach wie vor eingelagerte – Sammlung den neuen Namen Völkerkundesammlung der Hansestadt Lübeck; Leiterin wurde Dr. Helga Rammow, die sich neben ihrer wissenschaftlichen Tätigkeit bemühte, den Lübeckern die Existenz der mittlerweile vergessenen Kollektion wieder ins Gedächtnis zu rufen und die Errichtung eines neuen Museums zu propagieren. 1977 beschloss der Kulturausschuss der Hansestadt Lübeck, die Sammlung wieder öffentlich zu zeigen; vorgesehen war hierfür das in städtischem Besitz befindliche Gebäude Königstraße 21. Das Vorhaben zerschlug sich jedoch, da das Haus für Schulzwecke benötigt wurde.

## Völkerkundesammlung der Hansestadt Lübeck (1985–2002)

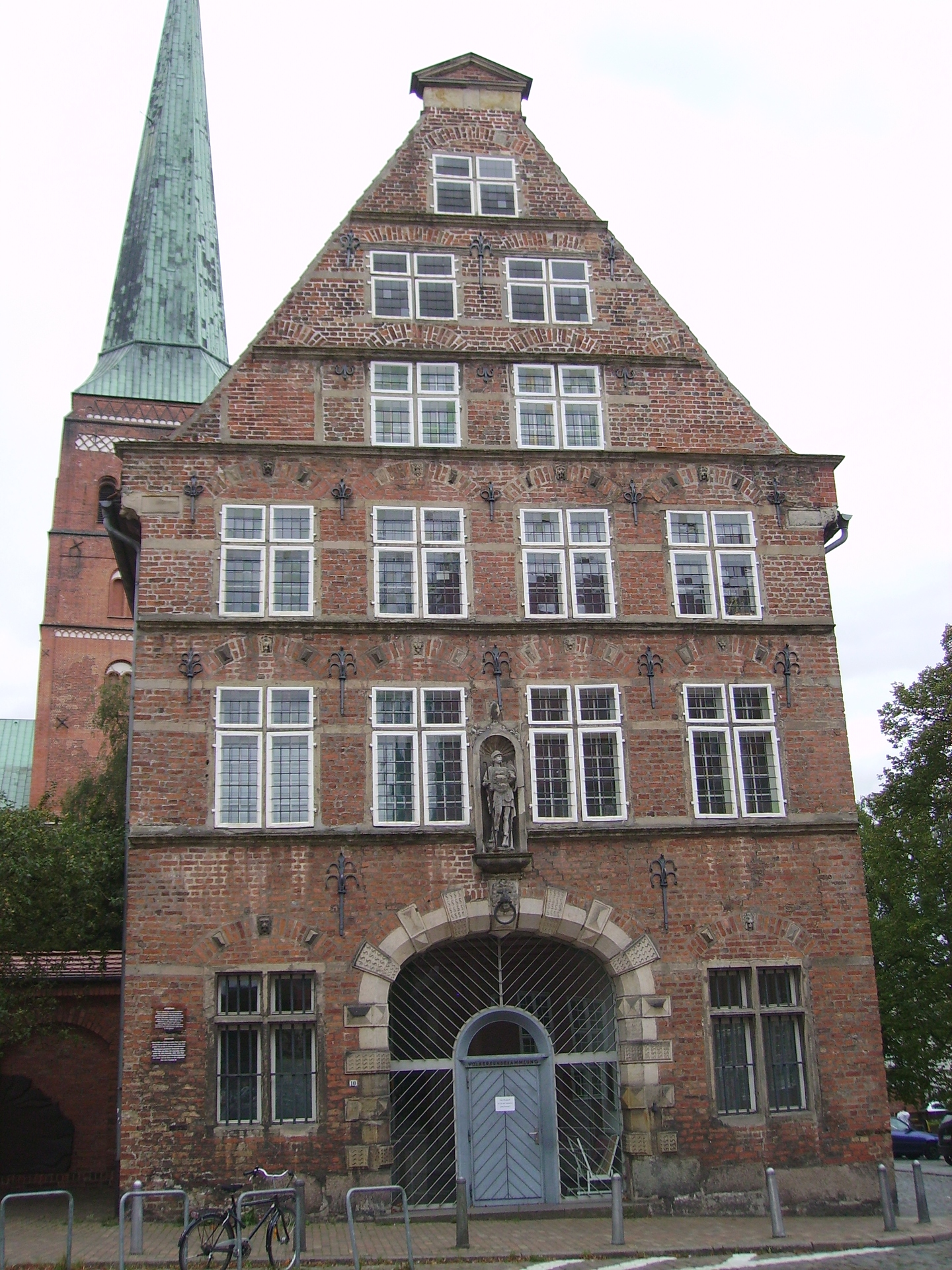
Das Zeughaus

Im Jahre 1984 konnten die Planungen wieder aufgenommen werden, da mit dem Zeughaus erneut ein geeignetes Gebäude bereitstand. Eine Spende von Rodolfo Groth ermöglichte die Umsetzung des Plans, und 1985 wurde das Erdgeschoss des Zeughauses zum Domizil der Völkerkundesammlung, das 1988 um das erste Obergeschoss erweitert wurde. Die Unterstützung durch die Stadt hielt sich jedoch in Grenzen, was unter anderem in erheblich eingeschränkten Öffnungszeiten Ausdruck fand.
Nachdem Helga Rammow 1990 in den Ruhestand getreten war, bestimmte die Stadt Lübeck keinen neuen Leiter für die Sammlung, die stattdessen dem Museum für Kunst- und Kulturgeschichte unterstellt wurde und fortwährende Etatkürzungen und Personaleinsparungen erfuhr.
2002 schließlich beschloss die Bürgerschaft, den Ausstellungsbetrieb der Völkerkundesammlung einzustellen.

## Die Sammlung seit 2003
Die Fortführung des Museumsbetriebs übernahm die im November 2002 gegründete Gesellschaft für Geographie und Völkerkunde e. V., hervorgegangen aus dem Zusammenschluss der Geographischen Gesellschaft und dem seit 1998 existierenden Freundeskreis Völkerkundesammlung der Hansestadt Lübeck e. V. Bis zum 18. März 2007 konnte sie das Museum geöffnet halten. Seitdem ist die Sammlung im Zeughaus magaziniert und nicht mehr der Öffentlichkeit, sondern nur zu Forschungs- und Studienzwecken zugänglich.
Seit 2010 wird die Sammlung durch das Zentrum für Kulturwissenschaftliche Forschung Lübeck (ZKFL), eine Gemeinschaftseinrichtung der Hansestadt Lübeck und der Universität zu Lübeck, mit finanzieller Unterstützung der Deutschen Forschungsgemeinschaft digitalisiert.
Leiter der Sammlung als Nachfolger von Brigitte Templin ist Lars Frühsorge.
Im Jahr 2021 kam die Sammlung afrikanischer Kunst des 2020 gestorbenen Unternehmers und Kunstsammlers Bernd Muhlack als Schenkung nach Lübeck.